# Guapira neblinensis
Guapira neblinensis är en underblomsväxtart som beskrevs av Bassett Maguire och Julian Alfred Steyermark. Guapira neblinensis ingår i släktet Guapira och familjen underblomsväxter. Inga underarter finns listade i Catalogue of Life.